# عمه سمعي
العمه السمعي هو شكل من أشكال العمه الذي يظهر أولاً في صورة عجز عن إدراك الأصوات أو التمييز بينها. وهو ليس عيبًا في الأذن، ولكنه عجز عصبي في المخ عن معالجة ما يعنيه الصوت. ويُعد تعطلاً في سبيل «الماهية» في المخ. يمكن لمرضى العمه السمعي سماع الأصوات من الناحية البدنية، وكذلك وصفها باستخدام مصطلحات غير مرتبطة بها، ولكنهم يعجزون عن إدراكها. فربما يصفون بعض الأصوات في البيئة المحيطة مثل صوت تشغيل المحرك على أنه صوت أسدٍ يزأر، ولكنهم لا يتمكنون من ربط الصوت بـ«السيارة» أو «المحرك»، ولا أن يقولوا بأنه كان صوت أسدٍ يزأر. يحدث العمه السمعي بسبب تلف القشرة السمعية الثانوية والثالثية بالفص الصدغي في المخ.

## أنواع العمه السمعي
هناك ثلاثة تصنيفات أساسية للعمه السمعي تنقسم إلى فئتين.

### الدلالي-الترابطي
يحدث هذا النوع من العمه السمعي بسبب وجود آفات بالنصف الكروي الأيسر في المخ، وخاصةً في الفصوص الصدغية ومنطقة فيرنيكي.
العمه السمعي اللغوي (أو المعلومات اللفظية أو منطقة فيرنيكي) يشير إلى عدم قدرة المرضى على فهم الكلمات، وبالرغم من أنه بإمكانهم فهم الكلمات باستخدام لغة الإشارة وفهم الكلمات من خلال قراءة الكتب، إضافةً إلى قدرتهم على التحدث (وحتى على استنتاج المعنى من التواصل غير اللغوي، مثل: لغة الجسد)، تظل الأصوات المتصلة بكل كلمة بلا معنى.

### العمه السمعي التمييزي
يحدث هذا النوع من العمه السمعي بسبب وجود آفات بالنصف الكروي الأيمن في المخ.
العمه السمعي التقليدي (أو التام) هو العجز عن معالجة الأصوات البيئية، مثل: الضجيج الصادر عن الحيوانات أو الضجيج الصادر عن المصانع، أو ما شابه. فصوت الطائرة الذي يضجّ في السماء لن يُفهَم على أنه صوت له صلة بفكرة «الطائرة» — في الواقع، لن يفكر حتى الشخص في النظر إلى الأعلى.
العمه السمعي التفسيري أو الاستقبالي (العمه السمعي الموسيقي) هو العجز عن فهم الموسيقى. يضم مصطلح «العمه الموسيقي» نطاقًا واسعًا من المرضى: بدءًا من أولئك الذين يعانون من مجرد عجز في القدرة النَّظْمية (خلل معتدل في النَّظْم)، لأولئك الذين يعانون من العمه الموسيقي الشامل، بما في ذلك المرضى الذين يعانون مما أطلق عليه مؤخرًا «خلل رنة الصوت» حيث يعتبر المرضى الموسيقى مجرد «ضجيج»، وغالبًا ما يقارنونها بالضجيج الذي تحدثه أنابيب التصريف أو آلات الحفر، أو أشكال أخرى من الضجيج الخلفي. ويمكن لهؤلاء المرضى استيعاب الغناء الصوتي، ولكنهم يعتبرونه مجرد «نغمة صوتية شاذة». والمعيار المتبع هو أن مرضى العمه الموسيقي الذين يتعرضون لمستوى «عادي» من شدة العمه الموسيقي تعجز قشرة الدماغ لديهم عن تمييز تغيرات النغمات الأقل من ثلاثة أنصاف نغمات (عندما يتضمن العمه عجزًا عن تمييز النغمات؛ وهناك جدل حول ما إذا كان يمكن اعتبار هذه الحالة عمهًا موسيقيًا بدون هذا العَرَض). فربما يستحسنون الاستماع إلى الموسيقى أو الاستمتاع بها أو عزفها، ولكن لا يستطيع بعضهم احتمالها أو قد يجدونها مزعجة.

## طرق اختبار العمه السمعي

### اختبار تمييز الأصوات الخالية من المعنى
يتعرض المرضى في هذا الاختبار لفترتين من الضجيج المصطنع المتتابع (تفصل بينهما عادةً فترة مدتها ثانيتان) ثم يتم سؤالهم ما إذا كان الضجيج في الفترتين هو نفسه أم أنه مختلف. وقد سجَّل أولئك الذين يعانون من تلف بالنصف الكروي الأيمن من المخ نقاطًا أقل بشكلٍ واضح مقارنةً بأولئك الذين يتحكمون في حالتهم أو الذين يعانون من تلفٍ بالنصف الكروي الأيسر من المخ.

### اختبار التعرف على الأصوات ذات المعنى
يتعرض المرضى في هذا الاختبار لصوت طبيعي يتبعه أربع صور. ثم يُطلَب من المرضى الإشارة إلى أكثر صورة تمثل الصوت الذي سمعوه. وقد أبدى أولئك الذين يعانون من تلف بالنصف الكروي الأيسر من المخ أداءً أقل وبشكلٍ واضح في هذا الاختبار مقارنةً بأولئك الذين يتحكمون في حالتهم أو الذين يعانون من تلف بالنصف الكروي الأيمن من المخ.

## حالات خاصة
يعاني رجل يبلغ من العمر أربعة وسبعين عامًا ويُدعى «م» من حالة خاصة من العمه السمعي. كان «م» يعاني من «تلف صدغي وجداري خلفي من الجانب الأيسر فقط»، (سايجين ولييتش وديك، 2010، ص 107) بما في ذلك منطقة فيرنيكي. وتتصل هذه الأجزاء من المخ بمعالجة اللغة. وقد تعرَّض لسكتة دماغية وهو في الثانية والستين من عمره وخضع لعلاجٍ مكثف لاستعادة النطق لمدة اثني عشر أسبوعًا من أجل مساعدته على التعافي. وبالفعل استعاد قدرته اللغوية، ولكن عندما تم اختباره في سن الرابعة والسبعين، كان يجد صعوبة بالغة في إدراك الأصوات البيئية غير الشفهية. ولم يكن يعاني سواء من عجزٍ في الاستيعاب الشفهي أو مشاكل في السمع الخارجي (ص 107). ولكن كانت حالته نادرة جدًا نظرًا لأن العمه السمعي للأصوات غير الشفهية يتصل عادةً بالجانب الأيمن من المخ. وكان «م» قادرًا على التعرف على أغنيات عيد الميلاد المعروفة وبعض أصوات الحيوانات. ولكن عندما استمع للموسيقى، لم يتمكن من التمييز بين الآلات الفردية أو الأصوات، ولكنه كان يعلم أنها موسيقى. وأظهرت نتائج التصوير بالرنين المغناطيسي الوظيفي (fMRI) أنه بعد السكتة الدماغية، قام مخه بإعادة الربط من خلال التعويض العصبي عن التلف.

## كتابات أخرى
- Polster, M. R., & Rose, S. B. (1998). "Disorders of auditory processing: Evidence for modularity in audition". Cortex,. 34 ع. 1: 47–65. DOI:10.1016/S0010-9452(08)70736-6.{{استشهاد بدورية محكمة}}:  صيانة الاستشهاد: أسماء متعددة: قائمة المؤلفين (link) صيانة الاستشهاد: علامات ترقيم زائدة (link)

## وصلات خارجية
- Psychnet Definition